# Archidendron hendersonii
Archidendron hendersonii är en ärtväxtart som först beskrevs av Ferdinand von Mueller, och fick sitt nu gällande namn av Ivan Christian Nielsen. Archidendron hendersonii ingår i släktet Archidendron och familjen ärtväxter. Inga underarter finns listade i Catalogue of Life.